# Stanislaw Wassiljewitsch Tarassenko
Stanislaw Wassiljewitsch Tarassenko (russisch Станислав Васильевич Тарасенко, engl. Transkription Stanislav Vasilyevich Tarasenko; * 27. Juli 1966) ist ein ehemaliger russischer Weitspringer.
Seinen größten sportlichen Erfolg feierte Tarassenko bei den Leichtathletik-Weltmeisterschaften 1993 in Stuttgart, als er die Silbermedaille in seiner Spezialdisziplin gewann. Mit 8,16 m musste sich Tarassenko nur dem Weltrekordhalter Mike Powell (8,59 m) aus den USA geschlagen geben und konnte dabei den drittplatzierten Ukrainer Witalij Kyrylenko um einen Zentimeter distanzieren.
1992 wurde er im Freien, 1993 im Freien und in der Halle nationaler Meister.
Stanislaw Tarassenko ist 1,90 m groß und wog zu Wettkampfzeiten 82 kg.

## Persönliche Bestleistungen
- Weitsprung: 8,32 m, 16. Juni 1995, Moskau
  - Halle: 8,43 m, 26. Januar 1994, Moskau